# 1001

1001(천일)은 1000보다 크고 1002보다 작은 자연수다.

## 수학
- 합성수로, 그 약수는 1, 7, 11, 13, 77, 91, 143, 1001이다. 진약수의 합은 343이므로, 1001은 부족수다.
- 가장 작은 네 자리 회문수다.
- {\displaystyle 1001=7\times 11\times 13}
  - 연속하는 세 소수(素數)의 곱으로 나타낼 수 있는 수다. 이 성질을 지닌 앞의 수는 385, 다음 수는 2431이다.
  - 136번째 쐐기수이자, 가장 작은 네 자리 쐐기수다. 앞의 쐐기수는 994, 다음 쐐기수는 1002이다.
    - 43번째 홀수 쐐기수이자, 가장 작은 네 자리 홀수 쐐기수다. 앞의 홀수 쐐기수는 987, 다음은 1005다.
- 26번째 오각수이자, 가장 작은 네 자리 오각수다. 앞의 오각수는 925, 다음은 1080이다.
- 11번째 이십각수이자, 가장 작은 네 자리 이십각수다. 앞의 이십각수는 820, 다음은 1200이다.
- 11번째 오포체수이자, 가장 작은 네 자리 오포체수다. 앞의 오포체수는 715, 다음은 1365다.
- {\displaystyle 10^{6}-1}은 1001로 나누어떨어진다.

## 과학
- NGC 1001: 페르세우스자리 방향에 있는 나선은하.

## 교통
- 1001번 지방도: 경상남도 고성군 하이면 덕호리에서 거창군 고제면 개명리까지 이어지는 대한민국의 지방도.

## 군사
- LST-1001(영어판): 제2차 세계 대전에 사용된 미국의 전차상륙함.
- U-1001(영어판): 제2차 세계 대전에 사용된 나치 독일의 군용 잠수함.

## 문화유산
- 대한민국의 보물 제1001호: 양산이씨 종가 고문서

## 작품
- 《천일야화》: 아랍 구전문학 설화집.
- 《1001 아라비안 나이트》(1959): 미국의 애니메이션 코미디 영화.

## 기타
- 날짜: 10월 1일
- 연도: 1001년, 기원전 1001년

## 같이 보기
- 1000